# Гора Брандушок
Гора́ Бранду́шок — ботанічна пам'ятка природи місцевого значення в Черкаському районі Черкаської області.

## Опис
Площа 3,5 га. Як об'єкт природно-заповідного фонду створено рішенням Черкаської обласної ради від 06.06.2025 № 30-50/VIII.
Розташовано в Черкаському районі в адміністративних межах Чигиринської міської ради біля с. Стецівка.
Землекористувач та землевласник — Чигиринська міська рада.
Територія заказника — пагорб із степовою рослинністю. Це місце зростання брандушки різнобарвної, що занесена до Червоної книги України. Екологи оцінюють популяцію виду на цьому місці в 500 рослин. Це найбільша популяція не лише на Черкащині, а й у центральній Україні. Також у межах пам'ятки природи зростає гіацинтик блідий, що занесений до переліку регіонально рідкісних видів рослин Черкаської області.

## Галерея

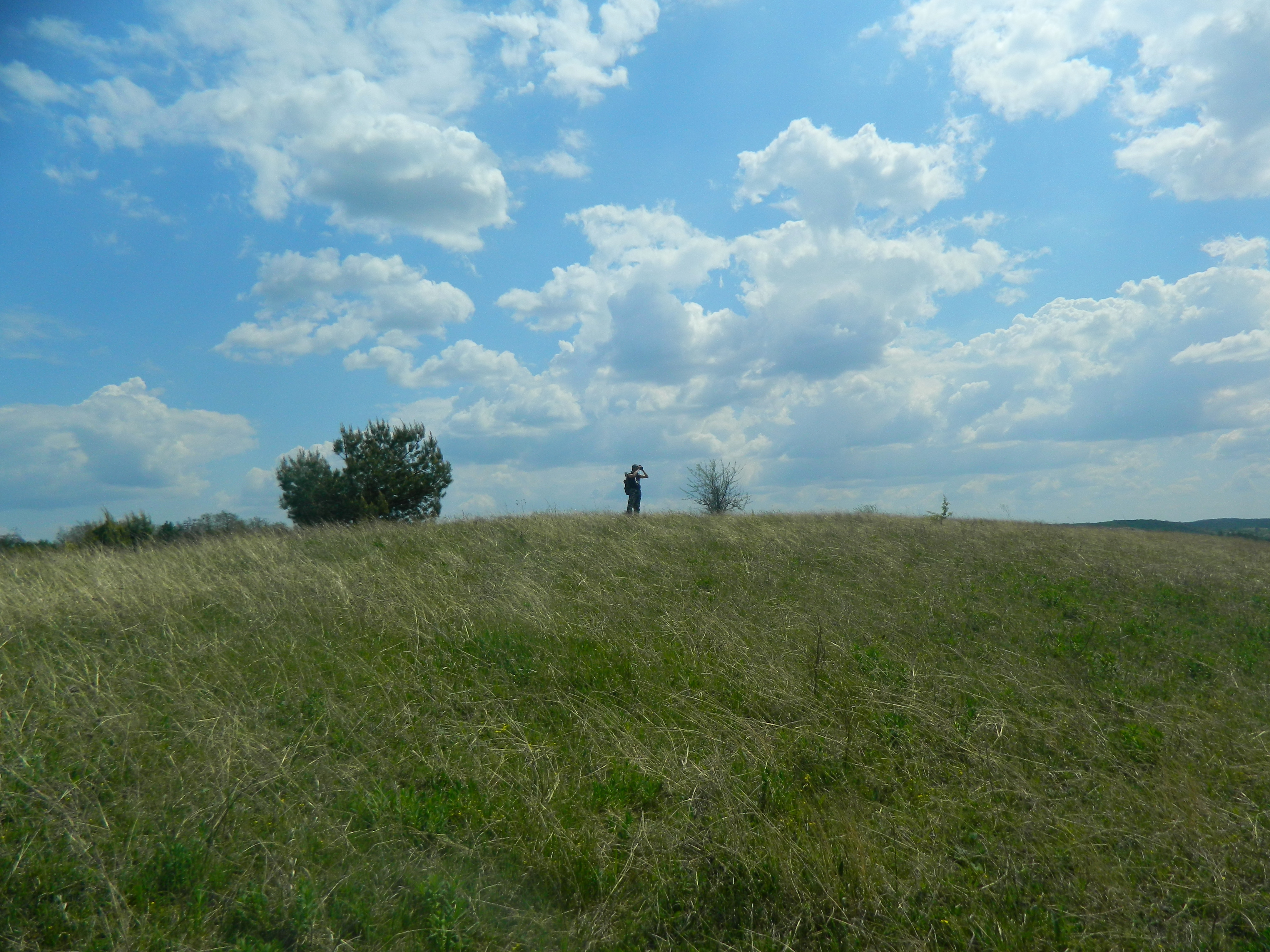
Краєвид Гори Брандушок
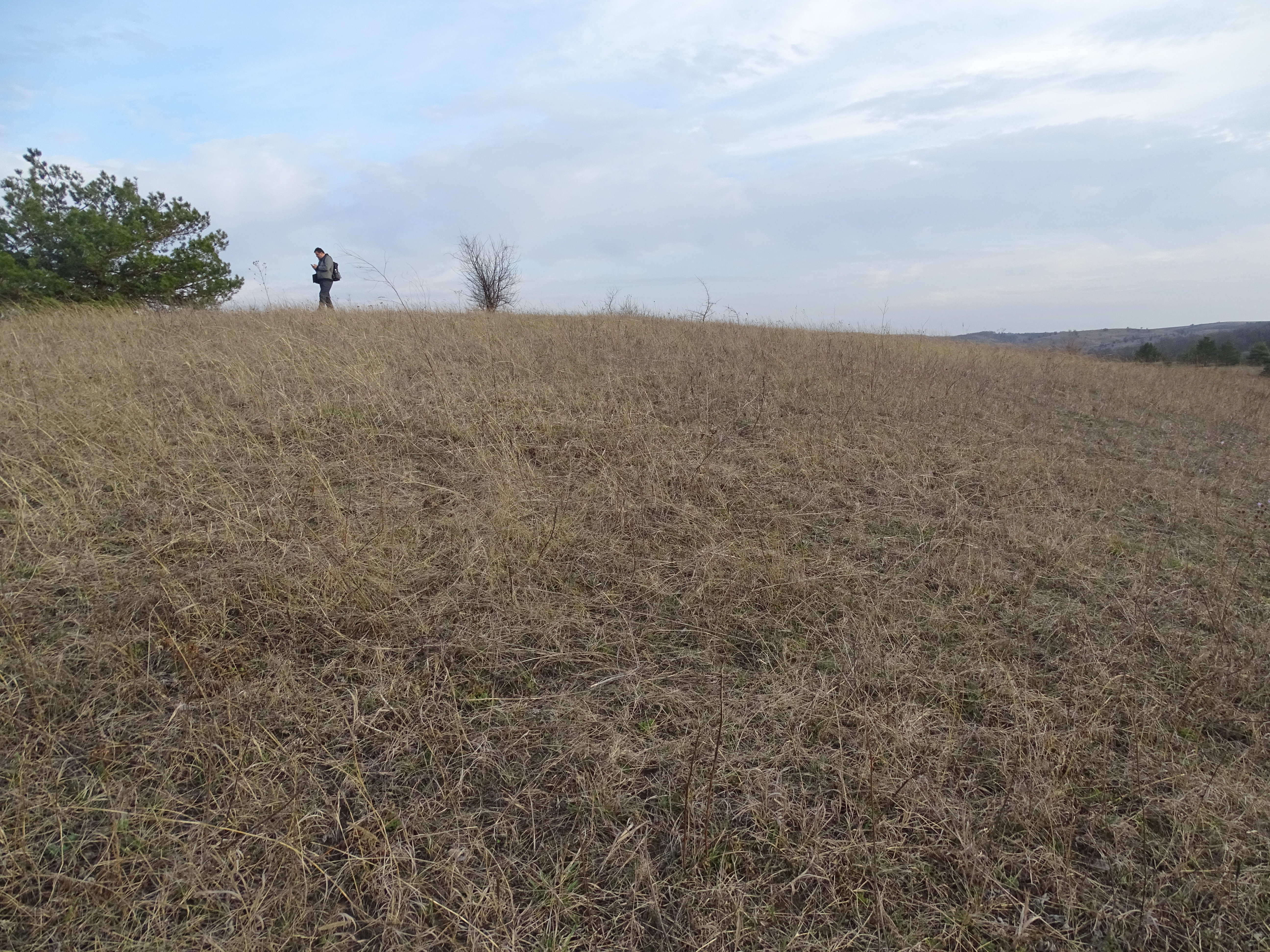
Краєвид Гори Брандушок
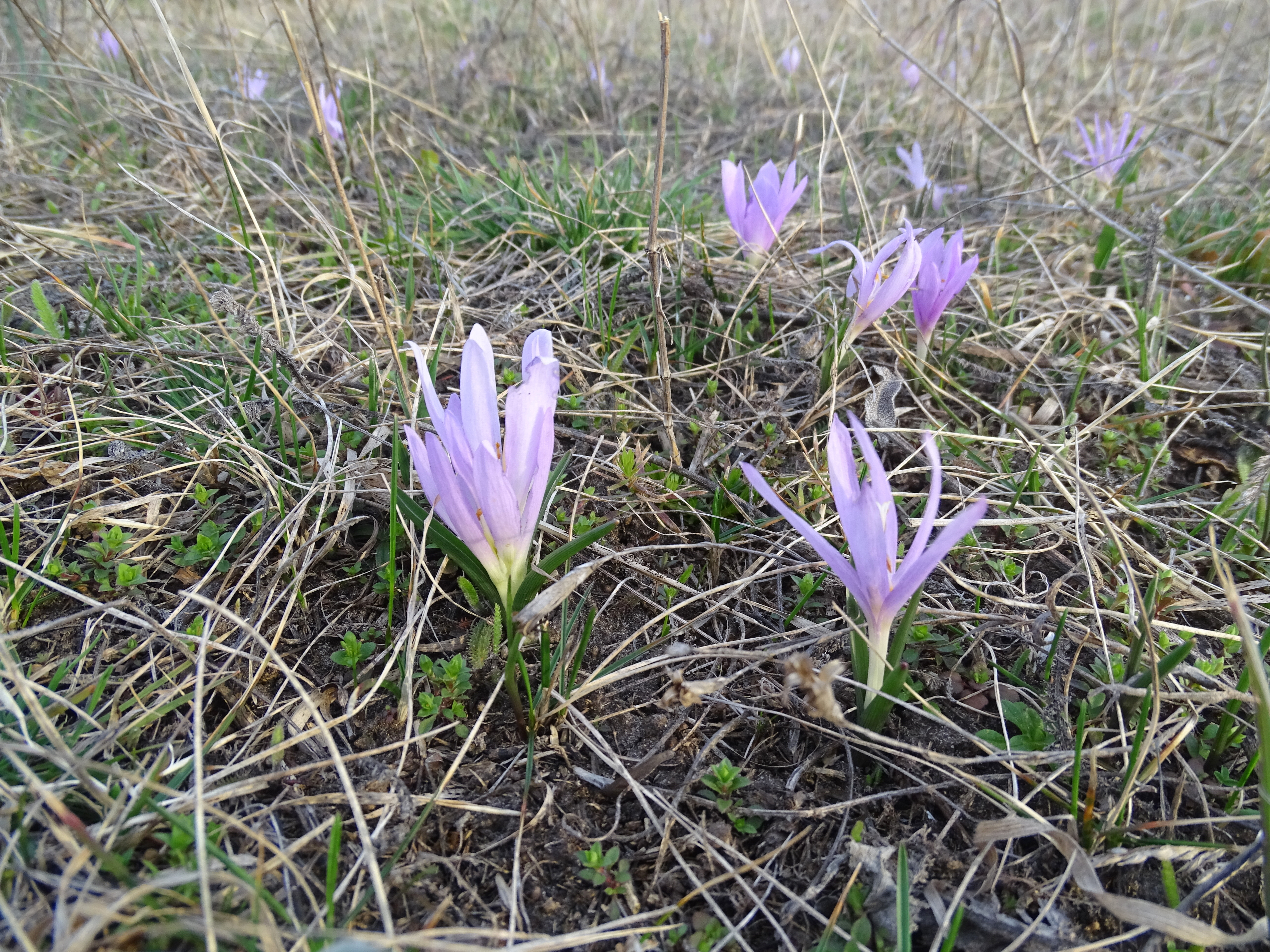
Квітують брандушки різнобарвні
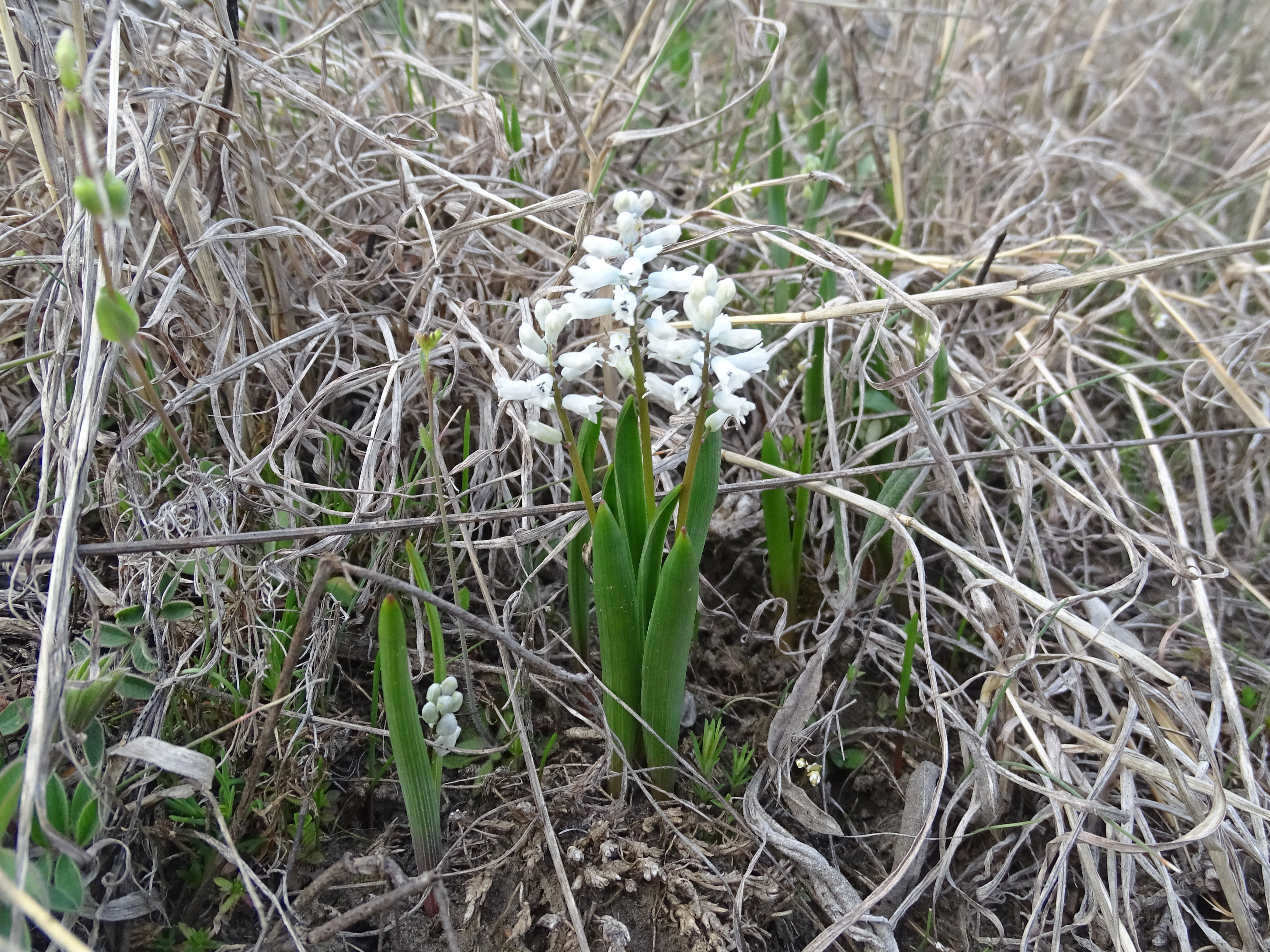
Квітує гіацинтик блідий